# Libertas Ecclesiae
Libertas ecclesiae ("liberdade da Igreja" em latim) é a teoria da liberdade de religião da autoridade eclesiástica da Igreja Católica do poder secular ou temporal, ou seja, a liberdade de cumprir sua missão espiritual sem interferência de qualquer poder secular.

## O século 11
Libertas ecclesiae guiou a Reforma Gregoriana no século 11.
Após a descentralização do período pós-carolíngio, este tornou-se o slogan da Igreja Católica à luz da desaprovação sobre os senhores da guerra leigos que se instalavam como abades e outros eclesiásticos de alto perfil. Inaptos para desempenhar funções teológicas, muito menos para defender os interesses da Igreja Católica, esses senhores da guerra viam a propriedade da Igreja Católica como uma extensão de suas próprias propriedades.
O que resultou foi a pilhagem de riquezas móveis (das quais os mosteiros se tornaram os guardiões durante o período da invasão viking) e o parcelamento de terras e cargos como os poderes temporais acharam melhor. Esse estado baixo da Igreja Católica suscitou entusiasmo para "libertá-la" do controle direto desses militantes; Gregório VII ajudou a enquadrar esse objetivo através das especificidades de seu programa de reforma, emitindo uma bula papal em 1077.
Além de pedir figuras espiritualmente puras no comando da Igreja Católica, o Papa Gregório VII abordou os problemas práticos do pluralismo (ocupando mais de um cargo na Igreja) e clérigos mal-educados.

## Terminologia
Quando Graciano escreveu o Decretum Gratiani no século 12, ele escreveu sobre a "libertas ecclesiastica" e esta frase foi continuada por vários papas.

## Libertas Ecclesias através dos séculos
Vários líderes cristãos foram assassinados ou perseguidos por seu apoio à liberdade religiosa, incluindo Thomas Beckett, Bonifácio VIII, Santa Catarina de Sena e o cardeal Zen.

## Século 20
Em 1965, o Concílio Vaticano II emitiu a Dignitatis Humanae, que declarou o apoio da Igreja à proteção da liberdade religiosa.  Houve muito debate e discordância sobre este documento e, em 2019, o Papa Francisco aprovou uma atualização.

## Século 21
No século 21, algumas autoridades seculares em todo o mundo continuam a exercer restrições de expressão religiosa por exemplo, Afeganistão e Coreia do Norte.  Os aspectos práticos da liberdade religiosa continuam a ser debatidos.